# Big Bill Broonzy
Big Bill Broonzy (26. června 1898 – 14./15. srpna 1958, Chicago, Illinois, Spojené státy americké) byl americký bluesový zpěvák, kytarista a hudební skladatel. Jeho kariéra začala ve dvacátých letech, kdy hrál country blues pro většinou afroamerické publikum. Během třicátých a čtyřicátých let se zaměřil spíše na urban blues populární mezi afroamerickým publikem dělnické třídy. V padesátých letech se navrátil k folk-bluesovým kořenům a stal se mezinárodní hvězdou. Zemřel na rakovinu. V roce 1980 byl jako jeden z prvních uveden do Blues Hall of Fame.

## Život a kariéra

### Dětství a mládí
Narodil se jako Lee Conley Bradley, jako jedno ze 17 dětí Franka Broonzyho (Bradleyho) a Mittie Belcher. Místo a datum jeho narození jsou sporná. Ačkoliv tvrdil, že se narodil ve Scottu v Mississippi, výzkum bluesového historika Roberta Reismana ukazuje, že se Broonzy narodil v Jefferson County v Arkansasu. Broonzy tvrdil, že se narodil v roce 1893 a mnoho zdrojů tento rok udává, ale rodinné záznamy ukazují, že se narodil v roce 1903. Brzy po jeho narození se rodina přestěhovala do Pine Bluff v Arkansasu, kde Bill strávil své mládí. V deseti letech si sám vyrobil housle z krabice od doutníků a od svého strýce Jerryho Belchera se naučil se hrát spirituály a folkové písně. S kamarádem Louisem Carterem, který hrál na doma vyrobenou kytaru, začali vystupovat na společenských a církevních akcích.
Za předpokladu, že se narodil v roce 1898, zdroje udávají, že se v roce 1915 sedmnáctiletý Broonzy oženil a začal pracovat jako zemědělský pachtýř. Rozhodl se přestat hrát na housle a stát se kazatelem. Existuje historka, podle které mu bylo nabídnuto $50 a nové housle, pokud bude hrát čtyři dny na místní akci. Dříve, než mohl na tuto nabídku odpovědět, jeho manželka tyto peníze utratila, takže musel hrát. V roce 1917 byl odveden do armády. Během první světové války sloužil Broonzy dva roky v Evropě. Po propuštění z armády v roce 1919 se Broonzy vrátil do Pine Bluff v Arkansasu.

### 1920–1929
Poté, co odešel do Chicaga, začal hrát Broonzy na kytaru. Naučil se na ni hrát od Papa Charlieho Jacksona, který hrál v minstrel show a od roku 1924 nahrával pro Paramount Records. V průběhu dvacátých let pracoval Broonzy v řadě příležitostných zaměstnáních, například jako obsluha v lůžkovém voze, kuchař, dělník ve slévárně nebo hlídač, ale jeho hlavním zájmem byla hudba. Pravidelně hrál na různých večírcích nebo společenských setkáních a dále zlepšoval své umění hry na kytaru. V této době napsal jednu ze svých nejznámějších skladeb, kytarové sólo nazvané „Saturday Night Rub“.
Díky spolupráci s Jacksonem získal Broonzy brzy možnost zúčastnit se konkurzu u J. Mayo Williamse z Paramount Records. Broonzyho první zkušební nahrávky, na nichž zpíval jeho kamarád John Thomas, byly odmítnuty. Broonzy přesto vytrval a jeho druhý pokus o dva měsíce později byl úspěšnější. Jeho první singl „Big Bill's Blues“, na jehož druhé straně byla skladba „House Rent Stomp“, byl vydán pod autorským jménem „Big Bill and Thomps“ v roce 1927. Prodeje byly ale velmi slabé. Kritici jeho styl označovali jako nevyzrálý a neoriginální.

### 1930–1939
V roce 1930 Paramount poprvé použil Broonzyho celé jméno, a to na siglu „Station Blues“, ačkoliv bylo zkomolené na „Big Bill Broomsley“. Prodeje byly stále chabé a Broonzy pracoval v místním obchodě s potravinami. Broonzyho si ale všiml Lester Melrose, který byl producentem pro různá hudební vydavatelství, včetně Champion Records a Gennett Records. Vytvořil několik nahrávek, které byly vydány na jaře 1931 pod jménem „Big Bill Johnson“. V březnu 1932 Broonzy odjel do New Yorku a začal nahrávat pro American Record Corporation. Broonzy se stával známým a tyto nahrávky se prodávaly lépe. Broonzy pracoval v klubech v South Side v Chicagu a dokonce byl na turné s Memphis Minnie.
V roce 1934 přešel k Bluebird Records a začal nahrávat s pianistou Bobem "Black Bobem" Callem. v této době se jeho hudba začala více vyvíjet k silnějšímu R&B soundu a jeho zpěv byl více sebevědomý a osobní. V roce 1937 začal hrát s pianistou Joshuaou Altheimerem, nahrávat a využívat malou instrumentální kapelu, která obsahovala perkuse, kontrabas, žestě a harmoniku. V roce 1938 začal nahrávat pro Vocalion Records.
Broonzyho reputace rostla a v roce 1938 byl požádán, aby nahradil zesnulého Roberta Johnsona na koncertě „From Spirituals to Swing“ v Carnegie Hall, který pořádal John H. Hammond. V roce 1939 dostal malou roli ve Swingin' the Dream od Gilberta Seldese. Jednalo se o jazzovou adaptaci Shakespeareovy hry Sen noci svatojánské. Děj byl zasazen do roku 1890 v New Orleansu a mimo jiné zde vystupovali Louis Armstrong a Maxine Sullivan.

### 1940–1949
V tomto období začal Broonzy zdokonalovat své skladatelské schopnosti a ukázal svůj talent zaujmout své více kultivované městské publikum stejně jako lidi, kteří s ním sdíleli jeho venkovské kořeny. Po druhé světové válce Broonzy nahrával skladby, které mnoha mladším hudebníkům pomohly nalézt budoucnost blues: elektrické blues poválečného Chicaga. Jeho nahrávky z roku 1945 „Where the Blues Began“, na které hrál na klavír Big Maceo a na saxofon Buster Bennett, a „Martha Blues“, na které hrál na klavír Memphis Slim, jasně ukazují krok vpřed. V této době byla také vydána jedna z jeho nejznámějších písní, „Key to the Highway“. Když v roce 1948 skončila druhá stávka American Federation of Musicians, Broonzy přešel k Mercury Records.
V roce 1949 se Broonzy stal členem folkového revue I Come for to Sing, které utvořil Win Stracke, dalšími členy byli Studs Terkel a Lawrence Lane. Terkel Broonzyho označil za klíčovou osobu této skupiny. Toto revue bylo díky folkovému revivalu úspěšné.

### 1950–1959
Díky publicitě I Come For to Sing mohl Broonzy v roce 1951 vyjet na turné do Evropy. Zde byl vítán s bouřlivými ovacemi a chválou kritiky, kdekoliv hrál. Toto turné se stalo zlomovým bodem jeho úspěchu a když se navrátil do Spojených států, spolupracoval s mnoha předními folkovými umělci, jako byli Pete Seeger, Sonny Terry nebo Brownie McGhee. Od roku 1953 byla Broonzyho finanční situace poměrně dobrá a mohl žít pouze z výdělků z hudby. Navrátil se ke svým folk-bluesovým kořenům, cestoval a hodně nahrával. Broonzyho četná vystoupení v padesátých letech ve Spojeném království, obzvláště ve folkových klubech v Londýně a Edinburghu, měly velký vliv na vznikající britský folkový revival. Jako velký vliv ho například uvádí Bert Jansch.
V Nizozemsku Broonzy poznal Pim van Isveldt a zamiloval se do ní. Měli spolu syna Michaela, který stále žije v Amsterdamu.
V roce 1953 Dr. Vera (King) Morkovin a Studs Terkel vzali Broonzyho do Circle Pines Center, kempu v Hastingsu v Michiganu, kde pracoval jako kuchař. Pracoval tam každé léto '53–'56. 4. července 1964 do Circle Pines přijel Pete Seeger, který s Broonzym vystoupil na statku a toto vystoupení bylo odvysíláno chicagským rádiem WFMT-FM. V roce 1955 Broonzy s pomocí belgického spisovatele Yannicka Bruynoghe vydal autobiografii Big Bill Blues. Byl jedním ze zakladatelů Old Town School of Folk Music.
Od roku 1958 Broonzy trpěl rakovinou. Zemřel 14. nebo 15. srpna 1958 (zdroje se liší) a je pochován na Lincoln Cemetery v Blue Islandu v Illinois.